# The Human League
The Human League (МФА: [ðə ˈhjuː.mən liːg]; примерный перевод — «Человеческий союз», «Лига людей») — британский музыкальный коллектив танцевального направления, основанный в 1977 году в Шеффилде. Критики причисляют группу к классикам новой волны и первым звёздам синти-попа.
Основателями The Human League считаются музыканты Мартин Уэр и Иэн Крейг Марш. Вокалист Филип Оуки, позже присоединившийся к ним, оставался единственным постоянным участником коллектива за всё время его существования. С 1987 года группа состояла из Филипа Оки, а также Джоан Катеролл и Сьюзан Энн Салли, которые вошли в состав The Human League в 1980 году. Наибольшей популярности коллектив достиг в период с 1980 по 1990 год, получив международное признание благодаря успешным хитам «Don’t You Want Me», «Love Action (I Believe in Love)», «Open Your Heart», «Mirror Man», «(Keep Feeling) Fascination», «The Lebanon», «Human» и «Tell Me When».
За свою длительную карьеру The Human League выпустили девять студийных альбомов, восемь мини-альбомов, несколько сборников и тридцать синглов. Самым продаваемым диском группы стал Dare, он также вошёл в список лучших альбомов Великобритании 1981 года.
В общей сложности коллектив продал более 20 миллионов записей. Восемь синглов группы входили в лучшую десятку UK Singles Chart, пять альбомов — в десятку UK Albums Chart.

## История группы

### 1977—1978: Проекты The Dead Daughters и The Future
В начале 1977 года Мартин Уэр и Иэн Крейг Марш познакомились благодаря совместному участию в молодёжном художественном проекте Meatwhistle, где оба работали операторами ПК. В своём творчестве они объединили поп с авангардной электронной музыкой. Вскоре Уэр и Марш вместе купили синтезатор Korg 700S за 800 фунтов и научились играть на нём. Они быстро обрели известность в музыкальной среде и получили приглашение выступить на вечеринке по случаю дня рождения друга. После этого они сформировали любительскую группу под названием Dead Daughters.

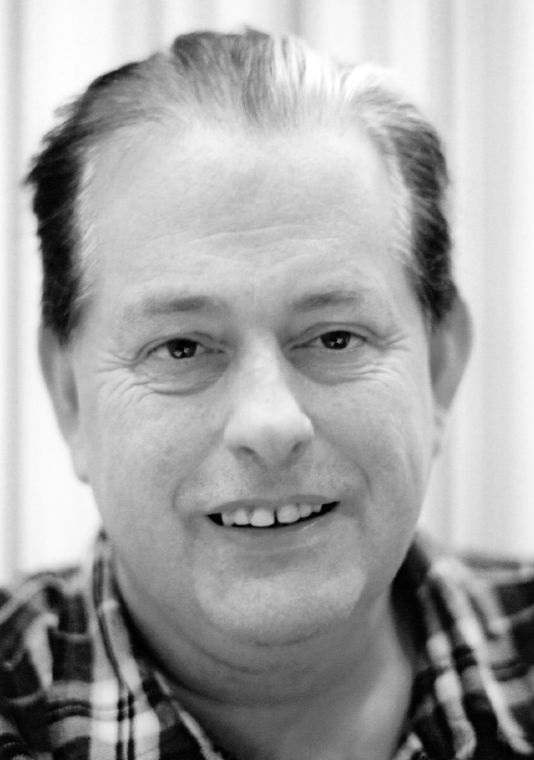
Мартин Уэр — один из основателей The Human League

Немного позднее Мартин Уэр, Иэн Крейг Марш и присоединившийся к ним клавишник Ади Ньютон создали группу The Future (рус. Будущее). Хотя музыканты никогда не подписывали контракты с лейблами и не выпускал коммерческий материал, их коллекция демоверсий 1970-х была издана на диске в 2002 году под названием The Golden Hour of the Future. Микшированием занимался Richard X.
Ади Ньютон пробыл в группе недолго — он покинул «The Future» и организовал собственный проект Clock DVA. После его ухода Уэр решил, что коллективу нужен вокалист, а не очередной клавишник: The Future не могли подписать контракт с лейблом только из-за того, что у группы не было возможности записывать хиты, а для достижения коммерческого успеха музыкантам был нужен талантливый певец. Планировалось, что вокалистом «The Future» станет Гленн Грегори, но у него не нашлось такой возможности (в конце концов он присоединился в качестве солиста к другому проекту тех же музыкантов — Heaven 17). Тогда Уэр пригласил в группу своего старого школьного друга Филипа Оуки, который работал швейцаром и был известен в Шеффилде благодаря эклектичному стилю одежды. Уэр полагал, что Оки будет идеальным солистом, поскольку «выглядел как поп-звезда». Сам Оки очень удивился предложению друга — он совершенно не имел музыкального опыта и раньше никогда не пел перед аудиторией — однако принял его.
Найдя вокалиста и выработав собственный стиль, группа решила сменить название, чтобы лучше отвечать запросам звукозаписывающих компаний. Уэр предложил в качестве названия словосочетание The Human League, взятое из научно-фантастической игры «Starforce: Alfa Centauri» (в этой игре «человеческая лига» (англ. The Human League), возникшая в 2415 году нашей эры, была продвинутым обществом, желающим большей независимости от Земли).
Остальные участники согласились, и с 1978 года коллектив стал называться The Human League.

### 1978—1979: Ранний период
Первое официальное выступление группы состоялось в июне 1978 года в колледже искусств Солтер Лейн, (англ. Psalter Lane Art College), где музыканты исполнили кавер-версию песни Лу Рида «Perfect Day». После первого концерта группа начала работу над собственным материалом. Пол Бауэр, друг Мартина Уэра, предложил The Human League заключить контракт с маленькой независимой звукозаписывающей компанией Fast Records, находившейся в Эдинбурге; он отдал демозаписи коллектива директору лейбла Бобу Ласту, который счёл их интересными и подписал контракт с музыкантами. Заключив соглашение с Fast Records, в 1978 году The Human League записали в студии Monumental Pictures и выпустили свой первый сингл «Being Boiled», а также несколько демоверсий песен «Circus of Death» и «Toyota City». Все они были записаны заново; в итоге группа выпустила композиции «Being Boled» и «Only After Dark» синглами. Группа выступила на телевидении — на этом концерте Филип Оки был одет в подвенечное платье (глупые костюмы были важной чертой музыкальной сцены Шеффилда в конце семидесятых).

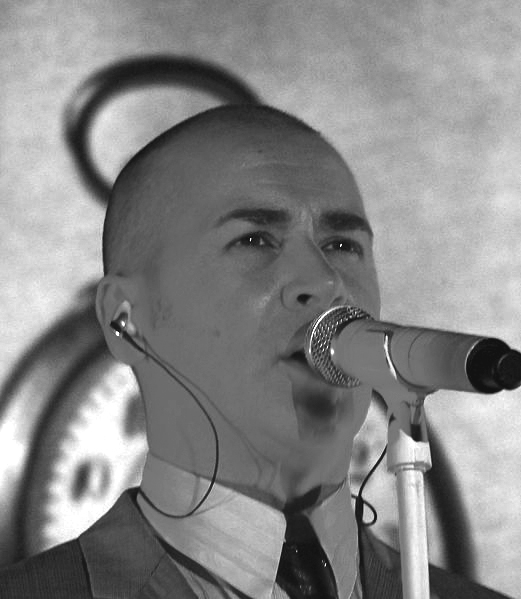
Вокалист группы — Филип Оуки

Сингл «Being Boiled» попал в чарты Австрии (где занял семнадцатую позицию) и Германии (где поднялся до шестой строчки), но в другие хит-парады не вошёл. Текст этой песни повествует о том, как жестока промышленность тутового шелкопряда. В «Being Boiled» в иносказательной форме критиковался не только бессмысленный геноцид, но и осуждалась моральная безответственность буддистов.
Композиция «Circus of Death» на стороне Б сингла «Being Boiled», — тёмная и мрачная песня, в которой рассказывается о цирке под управлением злого клоуна, мечтающего подчинить всех людей.
Через два месяца после релиза дебютного сингла состоялся первый полноценный концерт группы в Лондоне: на Music Machine в августе 1978 года музыканты выступили вместе с The Rezillos. Там же произошла первая встреча The Human League с их будущим гитаристом Джо Коллисом. В сентябре того же года коллектив играл на разогреве у Siouxsie and the Banshees, а в ноябре группа выступила вместе с Дэвидом Боуи, который был впечатлён увиденным и заявил, что в лице The Human League «увидел будущее поп-музыки». Вскоре к коллективу присоединился ещё один участник — Филип Эдриан Райт.
«Being Boled» оказался не очень коммерчески успешным синглом, но его выпуск сопровождался туром вместе с Siouxsie and the Banshees и группой новой волны Spizz Oil. После окончания этого турне Fast Records выпустил EP The Dignity of Labour, который был более ориентирован на инструментальное звучание, чем на поп-музыку. Фанаты группы оказались разочарованы этим диском, однако после его выхода другие лейблы захотели переманить коллектив к себе. В конечном счёте в мае 1979 года группа приняла предложение Ричарда Брэнсона из Virgin Records, а Боб Ласт стал менеджером The Human League.
После совместного выступления с Игги Попом в июне 1979 года в рамках европейского турне этого исполнителя группе стали завидовать многие музыканты Шеффилда. Харизматичность солиста Филипа Оки и нарастающая популярность коллектива впечатлили компанию Virgin Records, которая выразила желание заключить договор с The Human League. Хотя другие лейблы также предлагали группе контракты, сами музыканты выбрали Virgin Records. Компания Virgin Records не препятствовала коллективу вернуться к первоначальному звучанию, и в 1979 году вышел дебютный студийный альбом группы, записанный под влиянием Kraftwerk и получивший название Reproduction. Диск продавался так плохо, что The Human League пришлось отменить запланированное турне в его поддержку. Группа начала готовиться к совместному туру с Talking Heads (музыканты рассчитывали включить в сет-лист песни «King of Kings», «Almost Medieval», «Girl One», «Circus of Death», «Stylopops», «Blind Youth», «The Touchables», «Being Boiled», «Zero As a Limit» и «Empire State Human»), но и эти гастроли были отменены. Только сингл «Empire State Human» оказался коммерчески успешным и в 1980 году занял 62-е место в чарте Великобритании.

### 1980:Holiday '80иTravelogue
В апреле 1980 года был издан второй мини-альбом под названием Holiday '80, содержавший трек «Marianne» и две кавер-версии песни «Nightclubbing», написанной Дэвидом Боуи и Игги Попом. Семидюймовая версия пластинки хорошо продавалась, и музыкантов впервые пригласили выступить на телевидении: 8 мая 1980 года The Human League появились в передаче Top of the Pops, где они исполнили кавер-версию композиции Гэри Глиттера «Rock’n’Roll». Группу начали причислять к движению «новых романтиков» из-за их электронного звучания. Одноимённый сингл с мини-альбома Holiday '80 занял пятьдесят шестое место в британском чарте. Следом вышел второй студийный альбом группы, Travelogue, ставший первым коммерчески успешным диском The Human League.
В поддержку альбома коллектив решил провести турне, которое началось 15 мая в Мэйфэре и завершилось 29 мая в Уэйкфилдз Юнити Холл (англ. Wakefield’s Unity Hall). Во время этого тура Эдриан Райт впервые отвечал за спецэффекты. Группа выступила в Европе, дала концерт в Амстердаме.
|  | «Всё это было, конечно, замечательно. Но у нас было всего тридцать фунтов стерлингов. Последние альбомы, которые мы записали, были действительно великолепны. Люди слетались со всей Европы и Японии и думали, что мы играем какой-то пост-индастриал-фанк. Нас называли самой влиятельной группой новой волны. Но в конечном итоге мы остались без гроша в кармане. |

Теперь коллектив постоянно соперничал с Гэри Ньюманом. Уже тогда The Human League считались пионерами электропопа, однако Ньюман не собирался сдавать позиции и оставался популярнее. Ян Крейг Марш описал эту ситуацию следующим образом:
|  | «Вдруг откуда ни возьмись пришёл Гэри Ньюман и украл всю нашу славу. Он был рок-звездой, но начал одеваться так же, как мы, и внезапно стал невероятно успешным музыкантом. Нас это очень раздражало. |

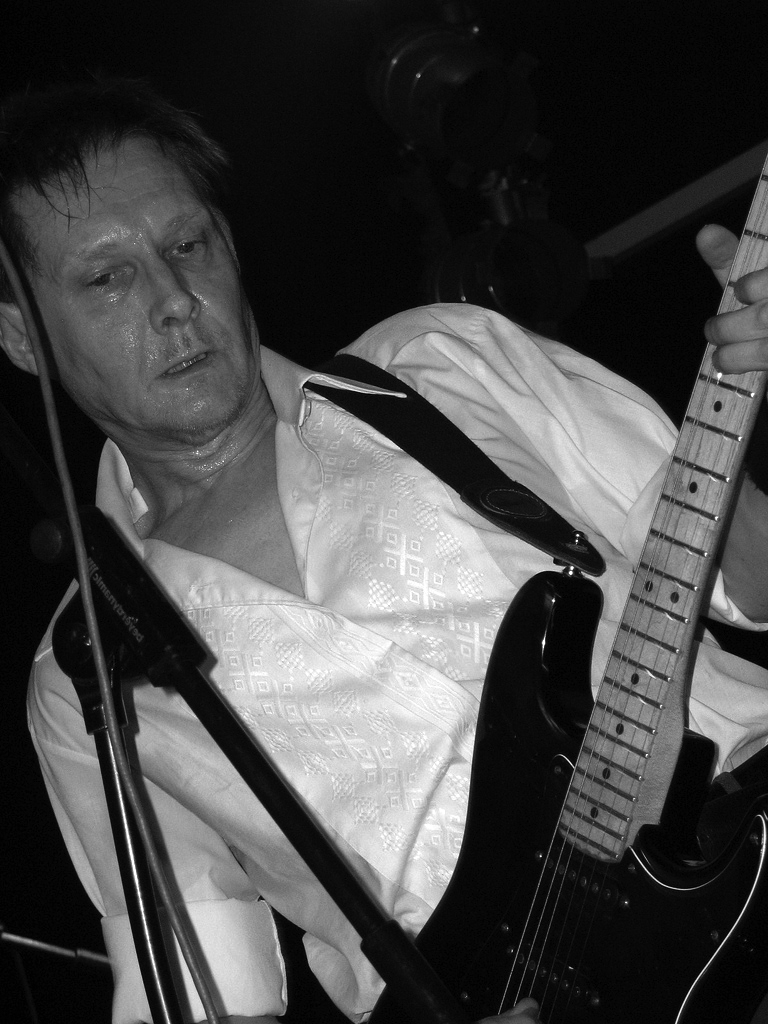
Джо Коллис — гитарист группы с 1980 по 1985 годы

Тем временем отношения внутри группы начали накаляться. Филип Оуки и Мартин Уэр постоянно спорили друг с другом. Оки хотел, чтобы Уэр покинул группу; Эдриан Райт также не ладил с Уэром. Иэн Крейг Марш поддерживал хорошие отношения со всеми остальными музыкантами, но Филип Оки постоянно пытался уговорить его работать только с ним и Райтом, боясь, что все лучшие идеи достанутся Уэру. Оуки стал к тому времени настоящей звездой и не хотел конкуренции со стороны других участников. Менеджер коллектива Боб Ласт предложил Уэру и Маршу сформировать собственный проект, и в 1980 году они объявили о создании новой группы. Тем временем Филип Оуки отправился в шеффилдский ночной клуб в поисках новых участников. Вместо того чтобы найти по-настоящему талантливых профессиональных музыкантов, он пригласил в группу обычных школьниц — Джоан Катеролл и Сьюзан Энн Салли. Вскоре в коллектив пришёл гитарист Джо Коллис. Таким образом, новый состав The Human League состоял из Филипа Оуки, Эдриана Райта, Джоан Катеролл, Сьюзан Энн Салли и Джо Коллиса. Обновлённая группа начала работать над материалом для следующего альбома. Мартин Уэр и Иэн Марш заключили контракт с Virgin Records и назвали свой проект Heaven 17.

### 1981—1985: Коммерческий успех и международное признание
После ухода Уэра и Марша долги группы перед лейблом Virgin Records многократно возросли; чтобы уменьшить их, музыканты решили выпустить песню «Boys and Girls» синглом. Композиция заняла сорок восьмую позицию в чарте Великобритании. В это время к The Human League присоединился ещё один новый участник — клавишник Иэн Бёрден.
Первым синглом с нового альбома стала песня «The Sound of the Crowd», достигшая двенадцатой строчки британского хит-парада. В её поддержку было организовано выступление группы в передаче Top of the Pops. Следующим синглом стала композиция «Love Action (I Believe in Love)», которая оказалась успешнее, чем предыдущая, и заняла третью позицию в чарте Британии, а также поднялась до двадцать первой строчки в хит-параде Новой Зеландии.
28 сентября 1981 года лейбл Virgin Records издал «Open Your Heart» в качестве третьего сингла. Эта романтическая композиция сразу же попала в чарт Великобритании на шестое место; сорок третью строчку песня заняла в Новой Зеландии, а двадцатое место ей досталось в Нидерландах.

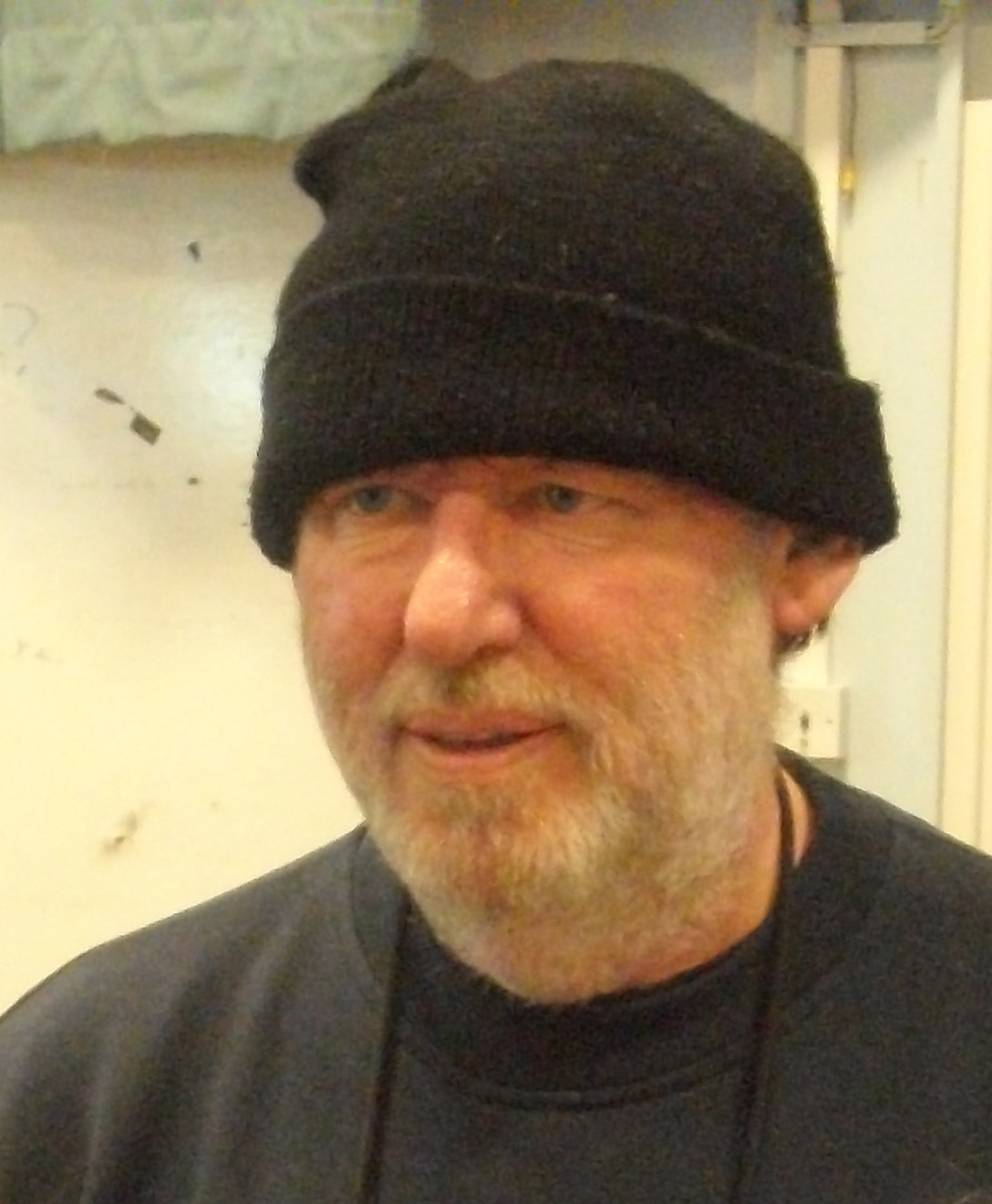
Мартин Рашент — продюсер самого успешного альбома The Human League Dare, во многом группа обязана ему коммерческим успехом

Коммерческий успех первых трёх синглов впечатлил Virgin Records, и компания согласилась выпустить третий студийный альбом группы, названный Dare, в октябре 1981 года. Он был записан под руководством продюсера Мартина Рашента в Genetic Sound Studios, запись обошлась группе в 35 тыс. фунтов. Мартин Рашент однажды высказал мнение, что электронный поп, развивавшийся в 1980-х, — музыка будущего. Работа над диском заняла всего три месяца, поскольку запись велась почти по 18 часов в день. Благодаря усердной работе Рашента коллектив обрёл собственный стиль и нашёл то звучание, которое обеспечило ему успех.
Dare стал самым продаваемым альбомом группы, получил статус дважды платинового в Великобритании и платинового в Канаде. Записав диск совместно с Мартином Рашентом, The Human League бросили вызов устоявшемуся стереотипу, согласно которому синтезаторная музыка могла быть только холодной и бесчувственной. Альбом занял первые места чартов Швеции и Новой Зеландии, а в хит-парадах Норвегии и Нидерландов попал в первую десятку. Dare разошёлся тиражом более пяти миллионов копий.
27 ноября 1981 года группа выпустила свой самый продаваемый сингл «Don’t You Want Me». Композиция оказалась последним синглом с третьего альбома, стала хитом номер один и оставалась популярной на протяжении 1980-х. На родине музыкантов сингл занял первое место, как и в США. Всего было продано около двух миллионов копий сингла по всему миру, на песню был снят видеоклип. «Love Action (I Believe in Love)» и «Open Your Heart» стали серебряными, а «Don’t You Want Me» получил платиновый статус в Великобритании.
Сразу же после успеха «Don’t You Want Me» и Dare старые записи коллектива — «Being Boiled» и Holiday '80 EP — попали в чарт Великобритании. «Being Boiled» занял шестую строчку, а Holiday '80 EP — сорок шестую.
В 1982 году Dare был выпущен в США, а вслед за ним вышел первый альбом ремиксов Love and Dancing, записанный Мартином Рашентом. Сборник был издан под названием группы League Unlimited Orchestra и содержал перезаписанные композиции с альбома Dare. Этот диск продавался так же хорошо, как и оригинальный альбом.
Успех группы привёл к тому, что Рашент был номинирован на BRIT Awards в номинации «Лучший продюсер».
В 1982 году Рашент работал над двумя новыми песнями коллектива — «Mirror Man» и «(Keep Feeling) Fascination». Обе композиции стали хитами в Великобритании, дойдя до второго места в чарте. На их запись группа потратила несколько месяцев; работа над «(Keep Feeling) Fascination» началась ещё задолго до записи «Mirror Man», трек девять раз прошёл микширование, а на его обработку ушло девять месяцев. Однако повторить успех Dare и «Don’t You Want Me» в США этим синглам не удалось. «Mirror Man» был издан раньше, чем «(Keep Feeling) Fascination», но лейбл A&M отказался заниматься промоушном сингла без альбома. Проблема была тут же решена — A&M согласился выпустить третий мини-альбом The Human League под названием Fascination!, составленный из песен «Mirror Man», «Fascination», «Fascination Dub», «Hard Times», «You Remind Me of Gold» и неизданной ранее «I Love You Too Much». После этого The Human League неожиданно сменили продюсера Мартина Рашента на Криса Томаса, который работал с такими известными группами, как Sex Pistols, Roxy Music и The Pretenders. Fascination был выпущен в США и хорошо продавался в Великобритании. «(Keep Feeling) Fascination» занял восьмое место в американском чарте, а «Mirror Man» — тридцатое.
В январе 1983 года группа была номинирована на «Грэмми» в категории «Лучший новый исполнитель», но на церемонии вручения премии уступила Men at Work. Растущая популярность группы позволила издать первый видео-альбом Video Single, в который вошли клипы на песни «Mirror Man», «Love Action» и «Don’t You Want Me», в том же году.
В 1984 году был выпущен сингл «The Lebanon», посвящённый войне в Ливане 1969 года, поднявшийся до одиннадцатой строчки хит-парада Великобритании. В Новой Зеландии и в Нидерландах песня попала в двадцатку. Успех второго сингла «Life on Your Own» оказался более скромным: он занял всего лишь шестнадцатое место в британском чарте. В том же году Филип Оуки в сотрудничестве с Джорджо Мородером записал композицию «Together in Electric Dreams», вошедшую в саундтрек к фильму «Электрические грёзы». Вскоре был издан четвёртый студийный альбом группы, получивший название Hysteria. Несмотря на более высокое качество звукозаписи, этот диск продавался хуже, чем Dare, а последний сингл из него — «Louise» — добрался в Великобритании только до тринадцатой строчки. Тем не менее, в чартах европейских стран альбом попал в десятку лучших.
В 1985 году коллектив взял недолгий творческий перерыв, и Филип Оки выпустил альбом вместе с Джорджо Мородером (Philip Oakey & Giorgio Moroder), турне в поддержку которого не проводилось. Джо Коллис, один из основных композиторов коллектива, покинул группу, однако в состав The Human League вошёл ударник Джим Расселл. Менеджер Боб Ласт также отказался от дальнейшего сотрудничества с музыкантами, и замены ему не нашли. В 1985 году The Human League сотрудничали с продюсерами и авторами песен Джимми Джемом и Терри Льюисом, которые работали совместно с Джанет Джексон, The SOS Band, Александром О’Нилом и Черелль.

### 1986—1989:CrashиGreatest Hits
В 1986 году, после частичной смены состава, группа оказалась в состоянии творческого кризиса. Коллективу было необходимо вновь записать популярный альбом, чтобы вернуть себе коммерческую успешность, и The Human League начали работу над новым диском. Джо Коллис, автор многих песен группы, так и не вернулся в её состав, и альбом был записан без него. Четырёхмесячная работа музыкантов над новым материалом проходила столь же тяжело и напряжённо, как и над Hysteria. Джимми Джем и Терри Льюис отклонили почти все композиции, предложенные группой для нового альбома; между ними и The Human League возникло множество споров по этому поводу, и музыканты поспешили покинуть студию. Диск был записан в спешке и состоял из песен, в которых присутствовали сильные басовые партии. Материал альбома Crash был почти полностью написан Джемом и Льюисом, однако на нём группа продемонстрировала более качественное звучание. Как Hysteria, так и Crash разошлись тиражом в 2 миллиона копий по всему миру.
Сингл «Human» стал вторым хитом номер один в США, однако коллектив начал постепенно терять популярность; «Human» оказался последним успешным синглом группы 80-х годов, другие треки с альбома не смогли повторить его достижений. Альбом Crash занял двадцать четвёртое место в Billboard 200, а также попал в американский чарт Top R&B/Hip-Hop Albums, поскольку был исполнен в жанре R&B. В турне в поддержку диска приняли участие клавишник Нил Саттон и гитарист Рассел Деннетт. В это время группу покинул Эдриан Райт, в 1987 ушёл и Иэн Бёрден. В том же году был издан сингл «Love Is All That Matters» с альбома Crash.
В 1988 году вышел первый сборник лучших хитов группы Greatest Hits, который занял третье место в хит-параде Великобритании.
В 1989 году группа основала собственную студию звукозаписи, чтобы снизить расходы на создание альбомов. Финансировал строительство сам Филип Оки.

### 1990-е:Romantic?иOctopus

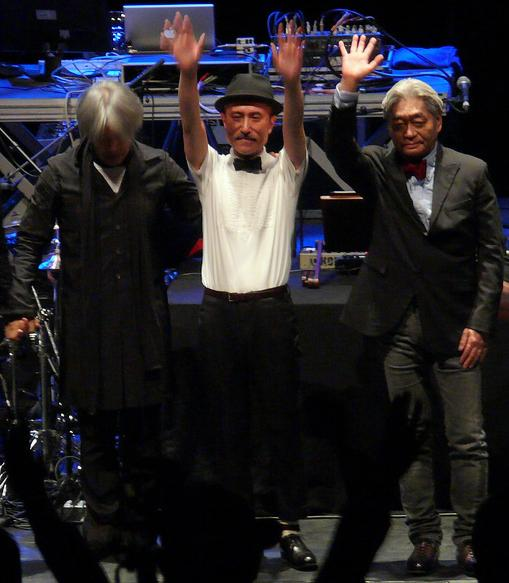
Yellow Magic Orchestra — синтипоп-группа, работавшая с The Human League в 1993 году

Альбом Romantic?, вышедший в 1990 году, стал последним диском коллектива, записанным на студии Virgin Records. Над ним работали бывший гитарист группы Джо Коллис, клавишник Рассел Данетт, а также гитарист и клавишник Нил Саттон, выступавший вместе с группой в рамках турне Crash Tour в 1986 году. Несмотря на значительные усилия, потраченные на его создание, этот альбом не был успешен; синглы «Heart Like a Wheel» и «Soundtrack to a Generation» также оказались достаточно равнодушно встречены публикой и заняли невысокие позиции в британском чарте. Тем не менее, в США песня «Heart Like a Wheel» попала в хит-парад Billboard на тридцать вторую строчку. В 1990 году компания Virgin Records отказалась от дальнейшего сотрудничества с The Human League.
Снижение популярности и разрыв контракта с лейблом отрицательно сказались на участниках группы, но не помешали им участвовать в других проектах. В 1993 году музыканты сотрудничали с японской синти-поп-группой Yellow Magic Orchestra, издав в Японии и в Азии мини-альбом YMO Versus The Human League. Филип Оки и Юкихиро Такахаси выступили на диске в качестве композиторов, а Сьюзан Салли и Джоан Катеролл исполнили вокальные партии в песнях «Behind the Mask» и «Kimi Ni Mune Kyun (I Love You)».
Следующий альбом The Human League, Octopus, вышел в 1995 году на лейбле EastWest Records. Сингл «Tell Me When» стал первым хитом группы после «Human», который попал в первую десятку чарта Великобритании, а также вошёл в тридцатку чарта США. В Великобритании Octopus разошёлся тиражом в 80 тыс. копий — произошло триумфальное возвращение группы в музыкальный бизнес. Вторым синглом с диска стала песня «One Man in My Heart», баллада в стиле синти-поп, своим мелодичным звучанием напоминающая работы ABBA. Альбом хорошо продавался и получил золотой статус. Переиздание крупного хита «Don’t You Want Me» в 1995 году закрепило успех коллектива: композиция повторно возглавила британский чарт, а третий сингл с Octopus — «Filling Up with Heaven» — занял в хит-параде тридцать шестое место. Новый релиз группы доказал, что The Human League по-прежнему способны писать хорошие песни о любви — такие как в 1980-е годы.
Изменения в составе руководства компании EastWest заставили The Human League разорвать контракт с лейблом. Музыканты также запланировали турне вместе с Culture Club и Ховардом Джонсом.

### 2000—2010: Новый период
В 2000 году группа подписала контракт с лейблом Papillon Records, и записала восьмой студийный альбом Secrets, вышедший в 2001 году. Критики оценили диск как лучшую работу группы со времён Dare и отметили, что новые композиции насыщены неплохими мелодиями, однако продажи альбома оказались крайне невысокими. Лейбл Papillon Records закрылся из-за крупных финансовых проблем. BBC Radio 1 отказалась осуществлять промоушн сингла «All I Ever Wanted». Secrets попал в чарт Великобритании на сорок четвёртое место, но быстро покинул хит-парад. В 2001 году в поддержку диска был организован Secrets Tour, в котором приняли участие клавишник Нил Саттон, инженер звукозаписи Дэвид Биверс и Ник Берг, игравший на электрогитаре. В 2002 году к турне присоединился ударник Эррол Роллинс, но в 2004 году он был заменён Робом Бартоном.
В 2003 году вышел ещё один сингл с альбома Secrets, «Love Me Madly?», изданный маленьким частным лейблом Nukove.
В 2003 году компания Virgin Records выпустила видеоальбом The Very Best of the Human League, содержавший видеоклипы, снятые группой ранее. Он хорошо продавался в США и Великобритании; вскоре вышел сборник лучших хитов коллектива под таким же названием. В 2004 году группа выпустила видеоальбом The Human League Live at the Dome, материал которого был отснят на концерте в Brighton Dome, и концертный CD Live at the Dome. В конце 2005 года компания EMI осуществила релиз альбома ремиксов Original Remixes and Rarities, при помощи которого The Human League рассчитывали завоевать танцевальные площадки США и Великобритании. Этот период деятельности группы был также отмечен выступлениями на различных фестивалях по всему миру, в том числе на V Festiva в 2004 году, Homelands в 2005, Nokia Trends в Бразилии в 2005, Festival Internacional de Benicassim в 2007.
В ноябре и декабре 2008 года The Human League провели The Steel City Tour — турне вместе с известными коллективами ABC и Heaven 17. Целью гастролей было объединение трёх групп, которые всё ещё играют в стиле 1980-х годов. Филип Оки заявил, что они с Мартином Уэром забыли обо всех прошлых разногласиях.
В 2008 году в интервью газете The Guardian музыканты объявили, что готовятся к записи десятого студийного альбома. Филип Оки и ударник Роб Бартон писали новые песни, несмотря на плотный график выступлений. Джоан Катеролл рассказала, что из-за не вполне коммерческого материала многие лейблы отказались издавать новый диск группы:
|  | «Мы всегда поддерживали отношения со звукозаписывающими компаниями, но теперь это не так, как было раньше, мы должны будем найти другой способ представить альбом общественности. |

### 2011: Наше время

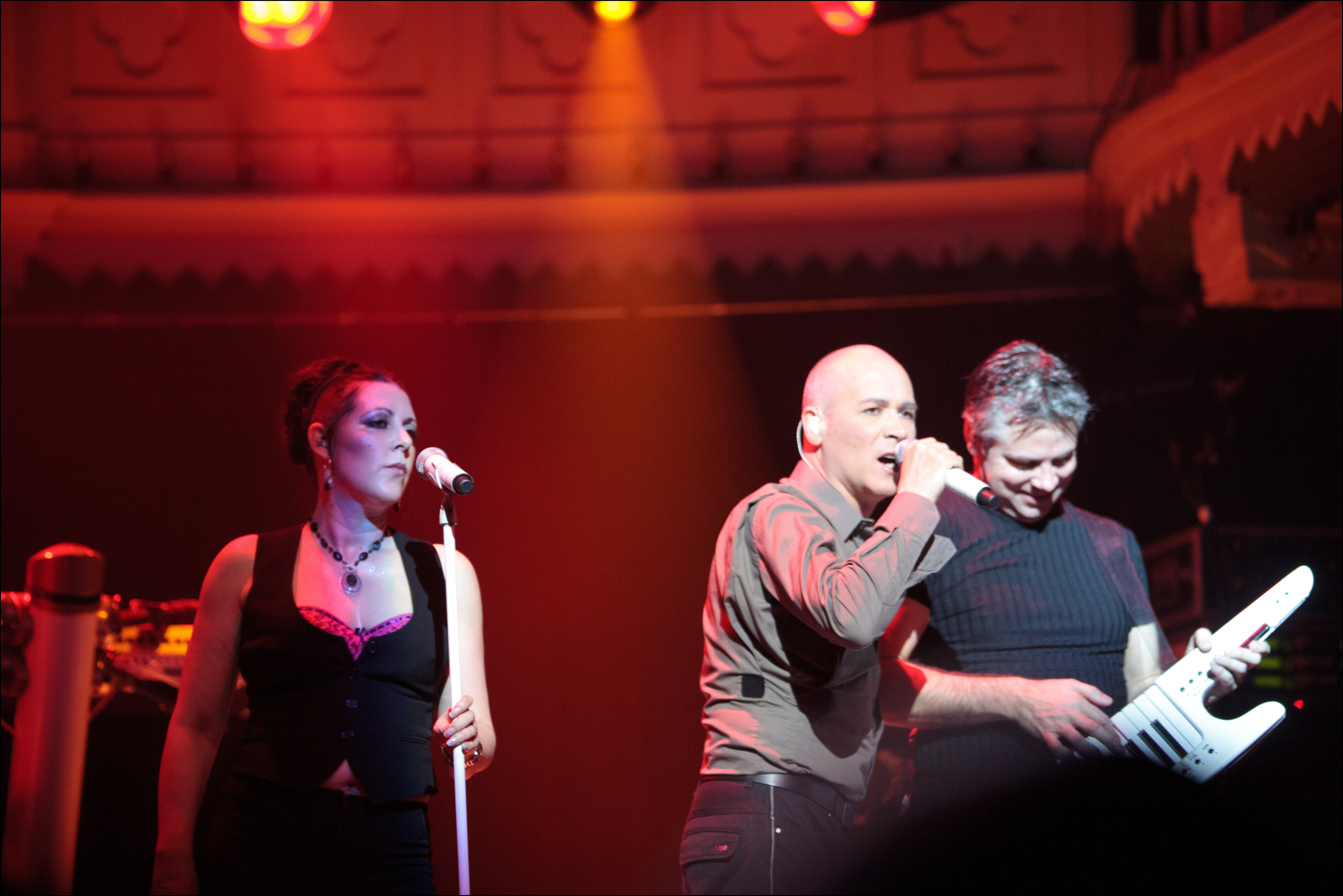
The Human League в Амстердаме, Нидерланды, в 2011 году

В 2011 году музыканты выпустили альбом Credo. Несмотря на появление нового материала, критики не ждали от этого диска больших достижений: так, журналист BBC Том Хокнелл заявил, что The Human League продолжают оставаться влиятельной группой, но альбом не улучшит их репутацию. В итоге Credo получил разные оценки критиков. Рецензент MusicOMH назвал Credo «забавной вещью», но тексты песен с альбома счёл «отвратительными». Критик из газеты The Guardian оценил диск положительно, отметив, что альбом насыщен электронными мелодиями, его прослушивание вызывает сильные эмоции, а качество звука находится на высоком уровне. Три сингла с альбома (композиции «Night People», «Egomaniac» и «Sky») провалились в чартах, сам альбом занял сорок четвёртую позицию в хит-параде Великобритании. Компания BBC Radio 2 согласилась организовать продвижение сингла «Never Let Me Go».
В 2011 году музыканты выступили на фестивале Sonar 2011, исполнив не только проверенные временем хиты («The Lebanon», «Love Action», «Empire State Human», «Tell Me When», «Being Boiled», «Together in Electric Dreams») и снискавшую международную популярность песню «Don’t You Want Me», но и композицию «All I Ever Wanted». Несмотря на то, что в целом выступление оказалось успешным, зрители начали покидать шоу, когда группа исполняла «Together in Electric Dreams».

## Стиль, влияние, отзывы критиков
В начале своей карьеры группа находилась под влиянием немецкого электронного коллектива Kraftwerk. Первоначально коллектив играл жёсткий синти-поп, но с начала 1980-х годов в его музыке стали преобладать элементы диско, особенно отчётливо проявившиеся после выхода сингла «Don’t You Want Me».
Собственный стиль группы критики определяли по-разному. Дэйв Риммер, автор книги «Новые романтики», заметил, что коллектив причисляли к упомянутому направлению, однако, по его мнению, The Human League к «новым романтикам» относить не следует. Шеффилдская сцена, в рамках которой сформировался коллектив, была более подвержена влиянию панка, а не «новой романтики»; Филип Оки вспоминал, что поначалу многие считали The Human League панк-группой. Уже в первые годы существования The Human League заслужили положительные отзывы критиков, причисливших группу к представителям британского постпанка и синти-попа. Со временем коллектив был признан одной из самых влиятельных групп «новой волны» 1980-х, а также родоначальником жанра «нью-поп». На сайте Allmusic.com The Human League названы одной из самых влиятельных поп-групп, соединившей в своём творчестве электронную музыку и синти-поп. Их «заразительные» мелодии до сих пор оказывают на массовую культуру большое влияние.
Особое внимание критики уделили лучшей студийной работе группы — Dare. Этот диск вошёл в список самых значительных альбомов в истории поп-музыки по версии MTV, где он находится на двадцать третьем месте.
Журнал Slant Magazine поставил диск на восемьдесят шестое место в списке лучших альбомов 80-х. Dare оказался самым прослушиваемым альбомом 1982 года, уступив всего одну позицию Non-Stop Erotic Cabaret Soft Cell. По мнению журналиста The Guardian, этот диск стал одним из тех альбомов, которые оказали определяющее влияние на развитие поп-музыки. Сингл «Don’t You Want Me» стал главным хитом группы; видеоклип на эту песню вошёл в список ста величайших музыкальных видео по версии журнала NME под номером 89. Сайт About.com включил композицию в список сорока лучших поп-песен всех времён, где она находится на тридцать первом месте.
Творчество The Human League оказало существенное влияние на таких исполнителей, как Моби, Робби Уильямс. Композиция «Human» вдохновила вокалиста группы Genesis Фила Коллинза на создание песни «Everyday», имеющей схожую музыкальную структуру. Некоторые исполнители использовали в своих композициях семплы песен The Human League. Многие композиции группы были перепеты другими музыкантами, среди которых — Тони Кристи, Utah Saints, Ministry of Sound, Крейг Дэвид, Джордж Майкл, KMFDM, Робби Уильямс.

## Состав группы

Текущий состав The Human League.
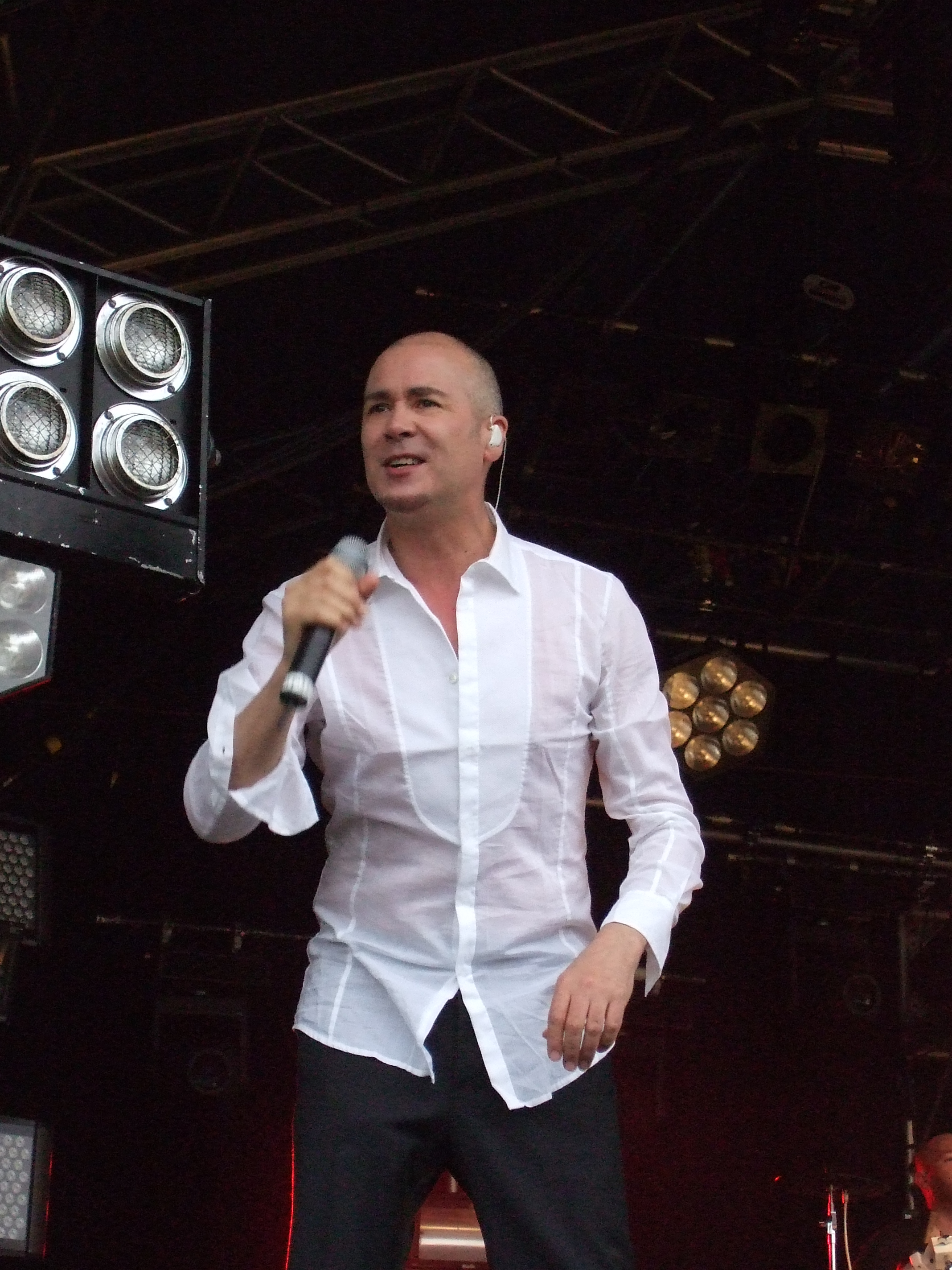
Филип Оки
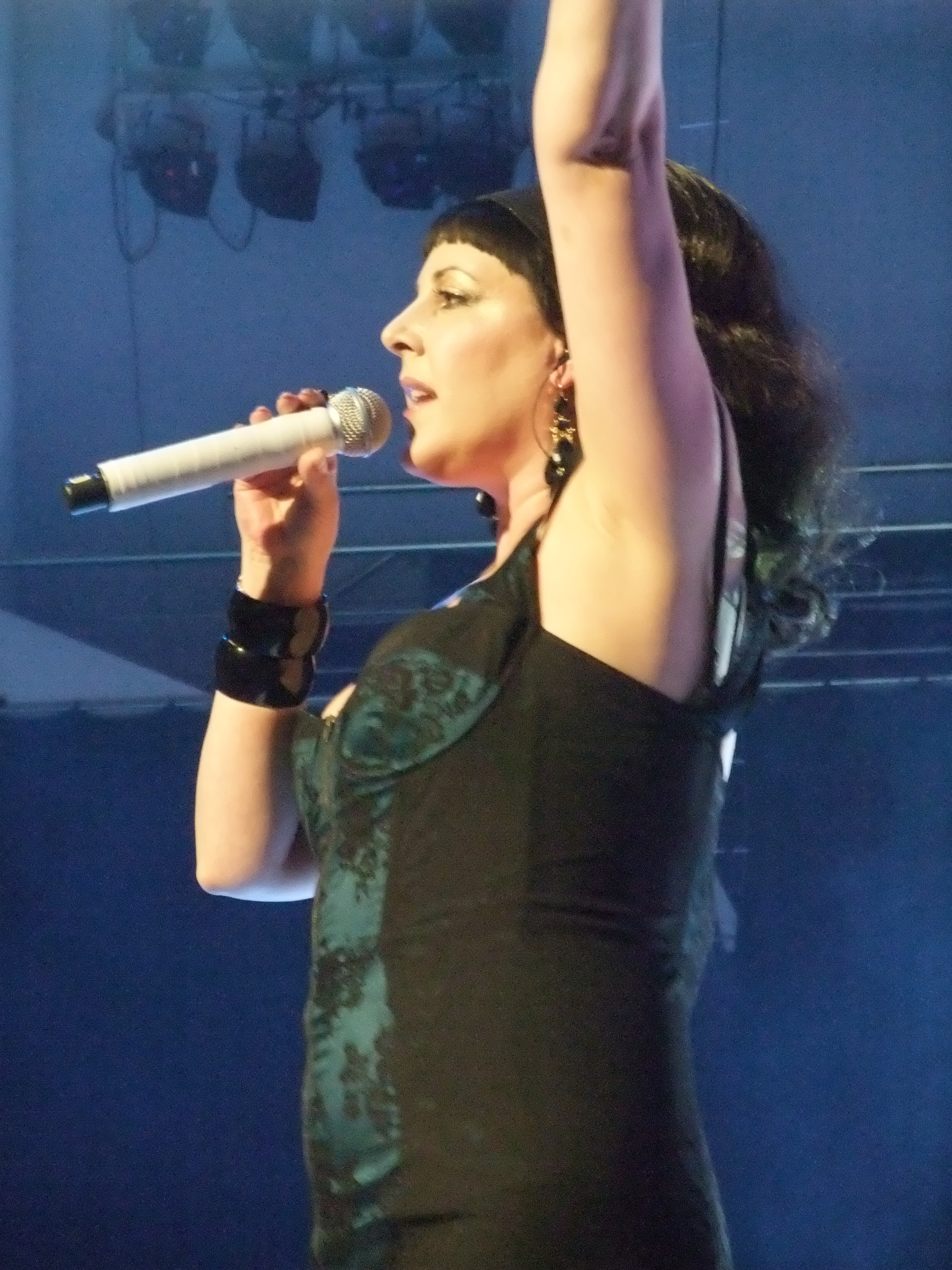
Джоан Катеролл
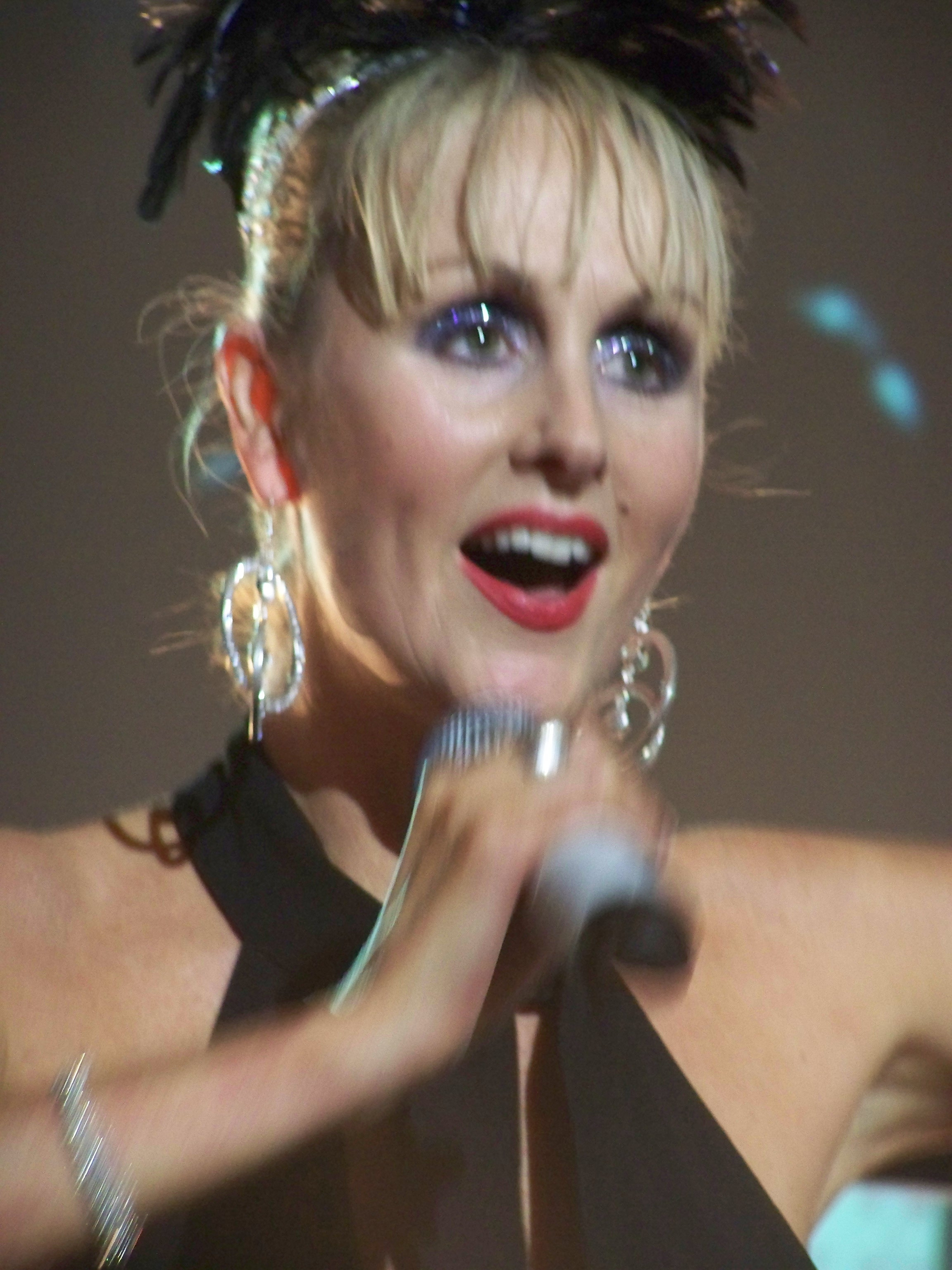
Сьюзан Энн Салли

### Хронология состава
| - Филип Оуки (англ. Philip Oakey) — вокал, клавишные, автор песен (1977 — настоящее время) - Джоан Катеролл (англ. Joanne Catherall) — вокал, бэк-вокал (1980 — настоящее время) - Сьюзан Энн Салли (англ. Susan Ann Sulley) — вокал, бэк-вокал (1980 — настоящее время) | - Мартин Уэр (англ. Martyn Ware) — клавишные, музыка (1977—1980) - Иэн Крейг Марш (англ. Ian Craig Marsh) — клавишные, музыка (1977—1980) - Филип Эдриан Райт (англ. Philip Adrian Wright) — соавтор песен, клавишные, спецэффекты (1978—1986) - Иэн Бёрден (англ. Ian Burden) — клавишные, соавтор песен, электрическая бас-гитара (1981—1987) - Джо Коллис (англ. Jo Callis) — соавтор песен, клавишные, электрическая гитара (1981—1985) |

## Дискография
- Reproduction (1979)
- Travelogue (1980)
- Dare (1981)
- Hysteria (1984)
- Crash (1986)
- Romantic? (1990)
- Octopus (1995)
- Secrets (2001)
- Credo (2011)

## Награды и номинации
| Год  | Премия        | Номинация                                             | Результат |
| ---- | ------------- | ----------------------------------------------------- | --------- |
| 1982 | «BRIT Award»  | «Лучший дебют в Великобритании»                       | Победа    |
| 1982 | «BRIT Award»  | «Лучший альбом»                                       | Номинация |
| 1983 | «Грэмми»      | «Лучший новый исполнитель»                            | Номинация |
| 2004 | «Q Award»     | «Инновация в звуке»                                   | Победа    |
| 2008 | «ASCAP Award» | «Самый продаваемый сингл в США» — «Don’t You Want Me» | Победа    |